# Kongsøya
Kongsøya, nombre que en español significa "isla del Rey", es una isla deshabitada del archipiélago ártico de las Svalbard, Noruega. Es la mayor isla de las islas del Rey Carlos (Kong Karls Land). Su superficie es de 191 km² y su punto más elevado se encuentra a 320 m de altitud. En la actualidad es una reserva natural.
- Datos: Q1137503